# 長岡市栃尾美術館
長岡市栃尾美術館（ながおかし とちおびじゅつかん、英称：Tochio Art Museum）は、新潟県長岡市（栃尾地域）にある市立の美術館である。

## 概要
栃尾市制40周年記念事業として栃尾市（当時）によって建設され、「栃尾市美術館」として1995年11月にオープンした。
市街地を見下ろす秋葉公園南側の高台に建てられ、「みる」「つくる」「やすらぐ」のテーマのもとで栃尾市ゆかりの作家の作品展示の場として、また市民の創作活動や憩いの場としての機能を持つ。
建設にあたっては「七曲」と呼ばれる丘の山頂を切り盛りして土地が造成され、元々あった謙信廟や三十三体の石仏群（西国三十三所観音）は美術館の敷地内に調和させる形で移設することとなった。

## 交通
- 越後交通 快速 長岡駅東口=栃尾線「大野町3丁目」バス停（神田町・新榎経由便のみ停車[5]。秋葉トンネル西口の駐車場前に位置する）より階段を上り徒歩約5分
- 栃尾地区の各種路線が発着する「中央公園前」バス停からは徒歩約20分